# Hours (專輯)
《Hours》是香港樂隊RubberBand的音樂專輯，於2018年9月28日推出。

## 解說
慶祝出道十週年的紀念專輯，收錄曲揉合搖滾樂、放克的士高、福音音樂等不同音樂風格，而每位成員亦各自監製兩首歌曲。
收錄曲〈未來見〉推出後獲得熱烈回響，並贏得樂壇頒獎禮多個獎項，歌曲的音樂錄影帶於YouTube點擊率截至2021年6月已突破870萬次。
專輯發行後，RubberBand舉行了以作品為主題的出道十週年紀念演唱會「RubberBand "Hours" 演唱會」。

## 曲目
1. 脫軌時刻
2. 城市當代配樂團
3. 阿發好風光
4. 那一端
5. 動物兇猛
6. 發麻
7. 你會有一天學會面對
8. 未來見
9. 逆流之歌

## 資料來源
1. ↑  . 明報. 2018-10-19  [2021-06-22]. （原始内容存档于2021-06-28） （中文（香港））.
2. ↑  Kay Cheung. . 港生活. 2019-01-01  [2021-06-22]. （原始内容存档于2021-06-24） （中文（香港））.
3. ↑  . MOOV.   [2021-06-22]. （原始内容存档于2020-05-10） （中文（香港））.
4. ↑  . 香港樂評.   [2021-06-22]. （原始内容存档于2021-06-24） （中文（香港））.
5. ↑  . Timable.   [2021-06-22]. （原始内容存档于2021-06-28） （中文（香港））.